# عادل اليحيى
عادل اليحيى (4 مارس 1970 -)، ممثل ومحامي وصحفي كويتي.

## عن حياته
حاصل على ليسانس حقوق من جامعة الكويت بدرجة عام جيد. كان يعمل في بداية حياته ممثلا إلى أن تخرج من كلية الحقوق واصبح يعمل بالمحاماة. هو صاحب مجلة شبكة الحوادث الشهرية التي تصدر عن مؤسسة نبراس الخليج والتي تهتم بالحوادث والقضايا ويرأس تحريرها. كما أنه أسس قناة العدالة، والتي كانت أول فضائية عربية متخصصة بالقانون.

### دخوله للتمثيل
منذ صغره كان يهوى التمثيل وكان يشارك بالأنشطة والفعاليات المسرحية، وكان أول عمل مسرحي جماهيري له بعنوان «بسام في وادي السمك» مع الفنان طارق العلي، ثم توالت أعماله إلى أن توقف عن التمثيل عام 1995، وهو صاحب فكرة مسلسل «من ملفات المحاكم» الذي شارك به كمقدم للقضايا.

### تقديم البرامج
سبق له تقديم العديد من البرامج القانونية على عدة قنوات منها قناة العدالة وقناة سكوب، كما قام بتقديم برنامج المستشار عام 2017 الذي بث على قناة الراي.

## أعماله التمثيلية

### في التلفزيون
| سنة الإنتاج | اسم المسلسل                        | الشخصية     |
| ----------- | ---------------------------------- | ----------- |
| 1989        | إلى الشباب مع التحية               | خالد        |
| 1990        | للحياة بقية                        |             |
| 1990        | الحرب خدعة - سهرة تلفزيونية        |             |
| 1992        | الملقوفة                           | ضابط الشرطة |
| 1992        | الخروج من الهاوية                  | مشعل        |
| 1993        | مرآة الزمان                        | ظافر        |
| 1993        | آخر العنقود                        | طلال        |
| 1995        | حكايات من التراث الشعبي            | عدة شخصيات  |
| 1995        | إفتح يا وطني أبوابك - برنامج توعوي |             |

كما ظهر كمقدم للقضايا في مسلسل «من ملفات المحاكم» في عام 2001.

### في المسرح
| سنة الإنتاج | المسرحية           | الشخصية |
| ----------- | ------------------ | ------- |
| 1976        | سبيت حي لو ميت     |         |
| 1985        | بسام في وادي السمك | مسعود   |
| 1985        | محاكمة علي بابا    |         |
| 1985        | عودة السندباد      |         |
| 1986        | غريب عجيب          |         |
| 1988        | النمر الوردي       |         |
| 1988        | الصحون الطائرة     |         |
| 1990        | البنات والساحر     | الساحر  |
| 1991        | عاصفة الصحراء      | عادل    |
| 1991        | فري كويت           |         |
| 1991        | أبطال السلاحف      |         |
| 1992        | سر النجار          |         |